# 아스카 문화

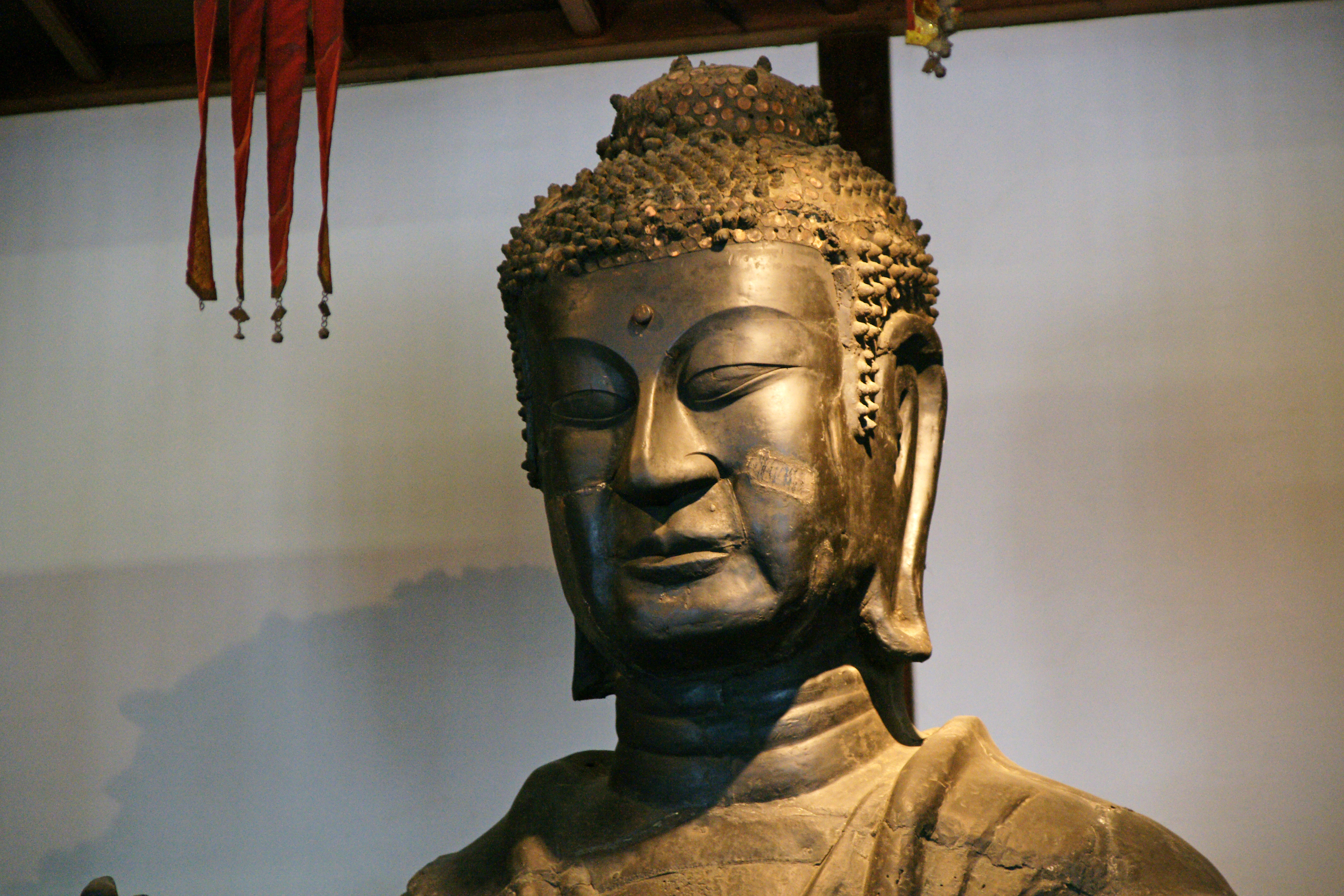
아스카 대불.

아스카 문화(일본어: 飛鳥文化 아스카분카[*])는 스이코 천황 재위기를 정점으로 야마토국 중심으로 꽃핀 불교 문화다. 시기적으로는 불교의 일본 도래부터 다이카 개신까지를 말한다. 한반도의 백제와 고구려를 통해 전해진 중국 남북조 문화의 영향을 받은 국제성이 풍부한 문화였다. 많은 대사원이 건립되기 시작한 일본 불교문화의 첫 번째 융성기였다.
불교가 백제에서 일본으로 전래된 것은 538년(센카 3년) 또는 552년(긴메이 13년)으로 되어 있다. 『일본서기』 긴메이 13년 기사에 백제 성명왕의 사자가 금동석가불상과 경전 등을 천황에게 헌상했다고 적혀 있다. 한편 『상궁 쇼토쿠 법왕제설』과 『원흥사 연기』에서는 이것을 긴메이 7년(538년)이라고 한다. 『서기』와 『법왕제설』 및 『연기』의 편년이 다르기 때문에 538년은 『서기』에서는 센카 3년에 해당한다. 현재는 538년설이 주류설이지만 이설도 있다.
당시 불교 수용의 선두를 끊은 것은 소가노 이나메였으며, 백제 성명왕이 일본 조정에 전해준 금동석가상을 모시는 절로 이나메가 향원사를 세웠다(『일본서기』). 불교 수용과 유포에 크게 공헌한 소가씨와 이에 반대하는 모노노베씨의 갈등(숭불논쟁)은 이후 소가노 우마코와 모노노베노 모리야 사이에 전란이 발생하고 이에 소가씨가 승리하여 소가씨계 대왕 하에서 왕권의 본거지인 아스카쿄를 중심으로 불교문화가 발전하게 되니 이것이 아스카 문화다.
아스카 불교는 백제와 고구려에서 온 승려들에 의해 지원되었다. 595년(스이코 3년) 고구려 승려 혜자와 백제 승려 혜총이 귀화하여 이듬해부터 아스카사에 머물게 된다. 7세기 후반이 되면 중앙정부가 지방호족의 사원 건축을 장려하여 전국적으로 사원 건축이 활발해진다.